# Bulevar Marguerite-de-Rochechouart
El Bulevar Marguerite-de-Rochechouart, o simplemente Bulevar de Rochechouart, es un bulevar de 730 metros, que delimita el IX y XVIII distritos de París. En el se encuentra la sala de los Elíseos de Montmartre, La Cigale o Le Trianon, además de las estaciones de metro: Pigalle y Anvers.

## Nombre
Como la vecina Rue Marguerite-de-Rochechouart, su nombre proviene de Marguerite-de-Rochechouart de Montpipeau (1665 -1727), abadesa de Montmartre.

## Edificios remarcables y lugares de memoria
- El pintor Adolphe-Félix Cals (1810-1880) tenía un departamento en esta boulevard, que mantuvo hasta su muerte
- No 9 bis: sitio de un famoso Tarn lupanar, sucesor del 108 Boulevard de Magenta.
- No 13: sede de la UNL desde su creación.
- No 15: sede del antiguo teatro de Gaîté-Rochechouart, un auditorio abierto en 1865 donde actuaron Fréhel y Mistinguett.
- No 19: el edificio sigue la curva de la antigua plaza que rodeaba el pabellón de concesión. Alexis Godillot mantuvo su zapatería allí, abasteciendo al ejército (los talleres estaban ubicados en 52-54 rue de Rochechouart).
- No 23: el actor Jean Gabin nació allí.
- No 29: el pintor Gustave Caillebotte tuvo un pied-à-terre allí.
- No 35: Eugène Berthelon (1829-1916), pintor de la Escuela Barbizon, se instaló allí alrededor de 1900 y probablemente hasta su muerte.
- No 44: el industrial Pierre Bourgeois nació allí en 1904.
- No 45: sitio del antiguo matadero en Montmartre, luego Collège Rollin (1876) y hoy Lycée Jacques-Decour.
- En el n.° 55: el hotel Carlton's Montmartre, anteriormente Charleston Hotel (construido en 1928-1929). Fue frecuentado por celebridades del music hall como Maurice Chevalier, Joséphine Baker y Mistinguett.
- No 56: antiguo cine Palais-Rochechouart, en el edificio entre rue Seveste y impasse du Cadran. Inaugurado en diciembre de 1912, tiene un gran salón con balcón con capacidad para 1.462 espectadores, incluidos 873 en la orquesta, y un techo que se puede utilizar durante el verano. En 1930, comprado por el circuito de Aubert, fue completamente reconstruido y ahora lleva el nombre de Palais-Rochechouart-Aubert, que ahora ofrece 1654 asientos. El porche de estilo Beaux-Arts da paso a una fachada de hormigón adornada con un gran dosel. Operado por Gaumont, que no dividió el edificio en varias salas, el cine terminó cerrando el 11 de noviembre de 1969. Transformado en un supermercado, el edificio fue demolido en 2000 para acomodar un nuevo edificio que comprende viviendas y tiendas.
- No 57: el político Henri Rochefort vivió allí, y este lugar fue el último taller parisino de Auguste Renoir.
- No 57 bis: la cantante callejera Eugénie Buffet vivía allí.